# 존 헨리 스텔
존 헨리 스텔(John Henry Stelle, 1891년 8월 10일 ~ 1962년 7월 5일)는 미국의 정치인이다.

## 학력
- 서부 육군 사관학교
- 워싱턴 대학교 세인트루이스

## 경력
- 1935.01 ~ 1937.01 제48대 일리노이주 재무장관
- 1937.01 ~ 1940.10 제34대 일리노이 부지사
- 1940.10 ~ 1941.01 제29대 일리노이 주지사
- 1945 ~ 1946 미국 군단 사령관

## 역대 선거 결과
| 선거명      | 직책명            | 대수 | 정당   | 득표율 | 득표수      | 결과 | 당락                     |
| ----------- | ----------------- | ---- | ------ | ------ | ----------- | ---- | ------------------------ |
| 1934년 선거 | 일리노이 재무장관 | 48대 | 민주당 | 54.32% | 1,503,997표 | 1위  | 일리노이주 재무장관 당선 |
| 1936년 선거 | 일리노이 부지사   | 34대 | 민주당 | 56.17% | 2,103,225표 | 1위  | 일리노이 부지사 당선     |